# Atari Phoenix
Atari Phoenix es una Placa de arcade creada por Atari destinada a los salones arcade.

## Descripción
El Atari Phoenix fue lanzada por Atari en 1996.
El sistema tenía un procesador MIPS R4700 @ 100MHz (50MHz system clock), con 4MB de RAM y 512KB destinados para el Boot ROM y gráficos proporcionados por 3DFX. Con respecto al audio, este estaba a cargo del DCS Sound System (ADSP 2115 @ 16MHz) con 4MB DRAM, 32KB Boot ROM.
En esta placa funcionó solo un título: Wayne Gretzky's 3D Hockey.

## Especificaciones técnicas

### Procesador
- MIPS R4700 @ 100MHz (50MHz system clock)

### Memoria RAM
- 4MB, 512KB Boot ROM.

### Tarjeta gráfica
- 3DFX FBI with 2MB frame buffer, 3DFX TMU with 4MB texture memory. 
  - Textured 3D, all normal 3DFX features

### Audio
- DCS Sound System (ADSP 2115 @ 16MHz)

Memoria de audio:
- - 4MB DRAM, 32KB Boot ROM

### Otros
- Galileo GT64010 system controller, National Semiconductor PC87415 IDE controller, Midway I/O ASIC

## Lista de videojuegos
- Wayne Gretzky's 3D Hockey